# Уайт, Гарольд Сонни
Гарольд Дж. «Сонни» Уайт (англ. — Harold G. "Sonny" White) — американский инженер-машиностроитель и авиационно-космический инженер, возглавлявший исследовательскую группу Eagleworks из Advanced Propulsion Physics Laboratory (лаборатория исследования продвинутых форм движения), НАСА. Эта исследовательская группа занимается проработкой проектов перспективных двигателей в космическом центре имени Линдона Джонсона. В том числе — ведёт работы по экспериментальному подтверждению теории Мигеля Алькубьерре. В прежние годы Уайт был особо отмечен за свои заслуги — в авиационно-космических компаниях, включая «Боинг» и «Локхид Мартин». Он — лауреат премии Space Flight Awareness за 2007 год, которая является признанием заслуг сотрудников НАСА.
С 2020 года занимает руководящую должность в некоммерческой организации Limitless Space Institute.

## Образование
Гарольд Уайт получил степень бакалавра в машиностроении в университете Южной Алабамы, степень магистра машиностроения в Уичитском университете в 1999 году и докторскую степень по физике в университете Райса в 2008 году.

## Гипер-релятивистский двигатель Алькубьерре — Warp-двигатель
Гарольд Уайт начал приобретать популярность, когда он предложил построить прототип двигателя Алькубьерре. В 2011 году он опубликовал работу под названием Warp Field Mechanics 101 («Механика warp-поля 101»), где изложил обновленную концепцию теории Мигеля Алькубьерре о возможности движения быстрее скорости света, чтобы доказать осуществимость проекта. Реализовать проект согласно концепции самого Алькубьерре было невозможно, поскольку для этого потребовалось бы слишком много энергии, больше, чем любой современный источник энергии может выдать.
Уайт произвёл свои расчёты и предположил, что если деформация гипер-релятивистского пространства вокруг космического корабля будет иметь форму тора (пончика), то энергии для создания локальной динамической «полости» понадобится существенно меньше, что сделает возможной постановку эксперимента.